# Болехово-Оседле
Болехово-Оседле (пол. Bolechowo-Osiedle) — село в Польщі, у гміні Червонак Познанського повіту Великопольського воєводства.
Населення — 1109 осіб (2011).
У 1975-1998 роках село належало до Познанського воєводства.

## Демографія
Демографічна структура станом на 31 березня 2011 року:
|          | Загалом | Допрацездатний вік | Працездатний вік | Постпрацездатний вік |
| -------- | ------- | ------------------ | ---------------- | -------------------- |
| Чоловіки | 546     | 121                | 373              | 52                   |
| Жінки    | 563     | 111                | 323              | 129                  |
| Разом    | 1109    | 232                | 696              | 181                  |